# Pseudocalyptomena
Pseudocalyptomena is een monotypisch geslacht van zangvogels uit de familie breedbekken en hapvogels (Eurylaimidae). De enige soort is:
- Pseudocalyptomena graueri  – Grauers breedbek